# Parlophone

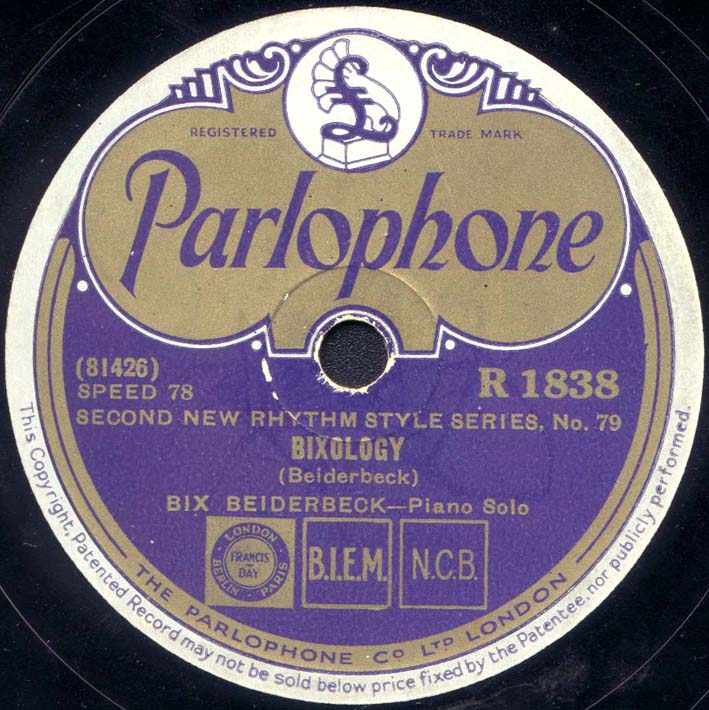
Etikett till en utgåva i Parlophones "Second new rhythm style series" från senare delen av 1930-talet. Inspelningen är Bix Beiderbeckes pianosolo In A Mist (även känt som Bixology), ursprungligen utgivet på Okeh år 1927.

Parlophon, med alternativstavningen Parlophone, är ett internationellt skivmärke, som lanserades i februari 1911 av Carl Lindström AG. Ursprungligen gavs enbart 30-cm-skivor ut på Parlophon, men 1923 gavs de första 25-cm-skivorna ut i Danmark, då med beteckningen Parlophon Junior. Från 1927 startades 25 cm-serier i fler länder.
När man åter etablerade sig i Storbritannien efter första världskriget 1923 använde man den angliserade stavningen Parlophone.  1926 köptes dock hela Lindströmkoncernen upp av brittiska Columbia. När Columbia 1931 sedan gick samman med His Master's Voice och bildade EMI blev Parlophone en underetikett inom denna koncern.
Tack vare Lindströms kontakter med Okeh i USA kom ett stort antal av detta bolags inspelningar av jazz att utgivas på Parlophone som tveklöst var det ledande brittiska märket inom denna genre under 1920-talet och stora delar av 1930-talet. Bland jazzstorheter som kom ut på Parlophone kan nämnas Louis Armstrong, Fletcher Henderson och Bix Beiderbecke.
I modernare tid är Parlophone känt som etiketten som givit ut bland annat kända brittiska artister som The Beatles, Travis, Babyshambles, Pet Shop Boys, Coldplay och Queen. Svenska artister som legat på Parlophone är bland annat Gyllene Tider, Per Gessle, Ulf Lundell, X-models, Håkan Hellström, Love is All och Niklas Strömstedt.